# Walter Keil
Walter Keil (* 2. Mai 1905 in Darmstadt; † 1982) war ein deutscher Bauingenieur und Verwaltungsbeamter.

## Leben
Nach einem Studium des Bauingenieurwesens, das er 1927 mit der Diplom-Prüfung und 1931 mit der Großen Staatsprüfung abschloss, arbeitete Walter Keil bis 1941 beim Hessischen Wasserbauamt in Mainz und bei der Direktion der Provinz Oberhessen in Gießen sowie als Bauleiter im Reichsluftfahrtministerium. Er wurde 1941 zum Regierungsbaurat ernannt und war als solcher im Anschluss bis 1945 beim Luftgaukommando XVII in Wien tätig.
Keil wirkte seit 1948 als Geschäftsführer des Hessischen Landesausschusses. Er trat 1949 in den hessischen Staatsdienst ein und wurde 1950 Referent im Hessischen Innenministerium. Hier erhielt er 1950 die Ernennung zum Regierungsbaurat, 1952 zum Oberregierungsbaurat bzw. zum Oberregierungsrat, 1954 zum Regierungsdirektor und 1955 zum Regierungsbaudirektor. 1958 wechselte er als Ministerialdirigent zum Wiederaufbauministerium des Landes Nordrhein-Westfalen, das 1961 in Ministerium für Landesplanung, Wohnungsbau und öffentliche Arbeiten und 1967 in Ministerium für Wohnungsbau und öffentliche Arbeiten umbenannt wurde. Von 1967 bis zu seinem Eintritt in den Ruhestand am 31. Mai 1970 hatte er den Posten des dortigen Staatssekretärs inne.